# Linia kolejowa Riihimäki – Tampere
Linia kolejowa Riihimäki – Tampere – linia kolejowa w południowej Finlandii, łącząca stację Riihimäki ze stacją Tampere. Ma 116 km długości, jest w całości zelektryfikowana i wyposażona w system automatycznej kontroli (ATC). Dopuszczalna prędkość dla ruchu pasażerskiego to 200 km/h, a dla towarowego 120 km/h.
Odcinek Riihimäki – Hämeenlinna jest częścią najstarszego w kraju odcinka kolejowego Helsinki – Hämeenlinna, otwartego 17 marca 1862 r. Część Hämeenlinna – Tampere została oddana do użytku 22 czerwca 1876.

## Przebieg
Główne miasta, przez które przebiega linia oraz odgałęzienia:
- Riihimäki
  - Riihimäki – Helsinki
  - Riihimäki – Kesijärvi
  - Riihimäki – Lahti
- Hämeenlinna
- Parola
- Akaa (stacja Toijala)
  - Toijala – Turku
  - linia portowa w Toijali
  - Toijala – Valkeakoski
- Lempäälä
  - lentokonetehtaan rata (obecnie nie istnieje)
- Tampere
  - Tampere – Haapamäki
  - Tampere – Pori
  - Tampere – Seinäjoki